# Paradise Lost (band)

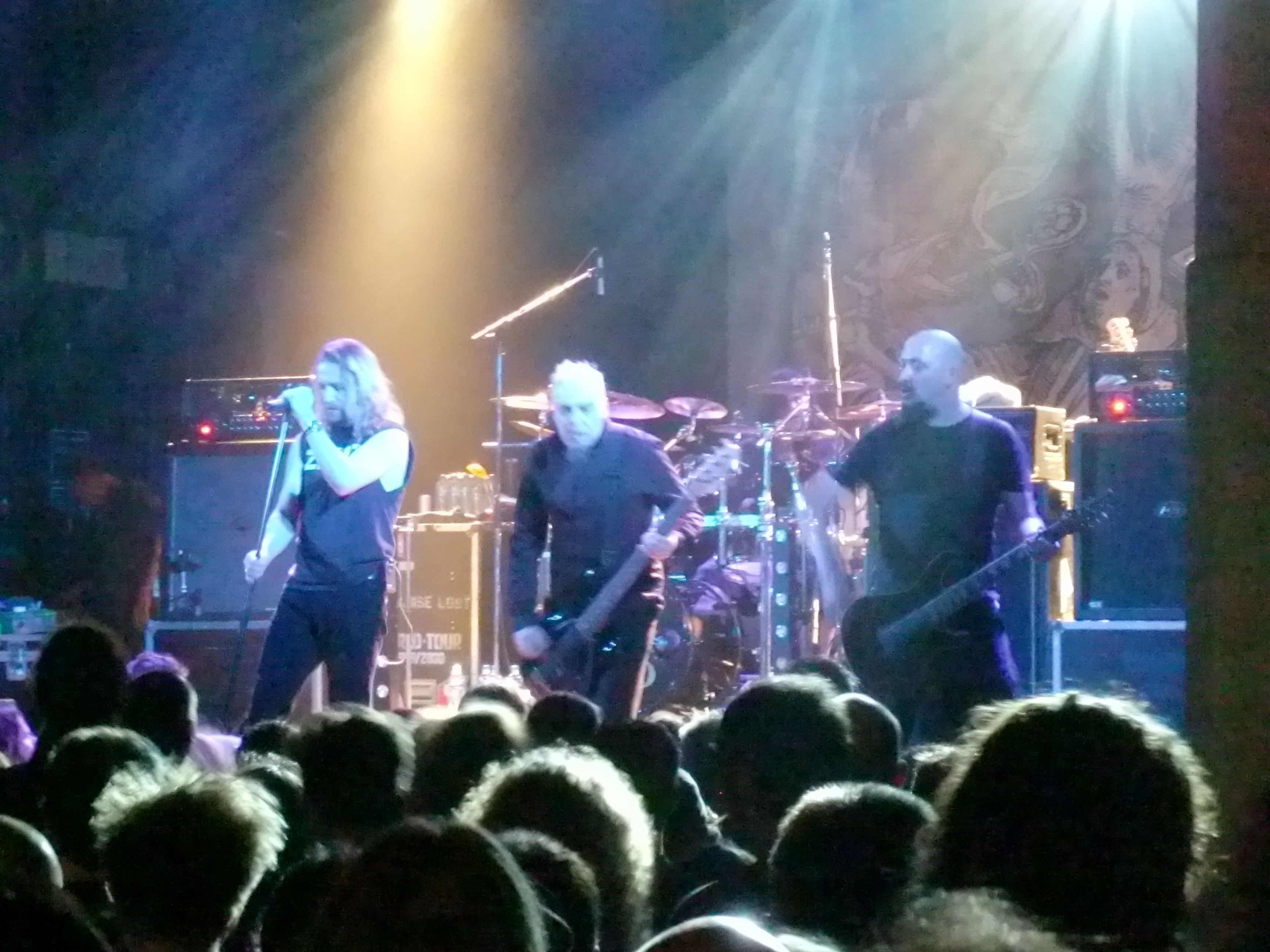
Paradise Lost in Tivoli (Utrecht), 10 november 2009.

Paradise Lost is een Britse metalband, opgericht in 1988.
In 1990 maakte Paradise Lost deel uit van de zogenaamde "Grote Drie" (Big Three) van de death/doom-metal, samen met My Dying Bride en Anathema.

## Discografie

### Albums
| Album met eventuele hitnotering(en) in de Nederlandse Album Top 100 | Datum van verschijnen | Datum van binnenkomst | Hoogste positie | Aantal weken | Opmerkingen   |
| ------------------------------------------------------------------- | --------------------- | --------------------- | --------------- | ------------ | ------------- |
| Lost paradise                                                       | 01-1990               | -                     |                 |              |               |
| Gothic                                                              | 03-1991               | -                     |                 |              |               |
| Shades of God                                                       | 14-07-1992            | -                     |                 |              |               |
| Icon                                                                | 28-09-1993            | -                     |                 |              |               |
| Draconian times                                                     | 12-06-1995            | 01-07-1995            | 37              | 12           |               |
| The singles collection                                              | 1997                  | -                     |                 |              | Verzamelalbum |
| One second                                                          | 14-07-1997            | 26-07-1997            | 35              | 10           |               |
| Reflection                                                          | 1998                  | -                     |                 |              | Verzamelalbum |
| Host                                                                | 21-05-1999            | -                     |                 |              |               |
| Believe in nothing                                                  | 26-02-2001            | -                     |                 |              |               |
| Symbol of life                                                      | 12-11-2002            | -                     |                 |              |               |
| At the BBC                                                          | 14-04-2003            | -                     |                 |              | Livealbum     |
| Paradise Lost                                                       | 17-03-2005            | -                     |                 |              |               |
| In requiem                                                          | 21-05-2007            | -                     |                 |              |               |
| The anatomy of melancholy                                           | 21-05-2007            | -                     |                 |              | Livealbum     |
| Faith divides us - Death unites us                                  | 25-09-2009            | 03-10-2009            | 84              | 1            |               |
| Drown in darkness – The early demos                                 | 25-05-2009            | -                     |                 |              | Verzamelalbum |
| Draconian times MMXI                                                | 04-11-2011            | -                     |                 |              | Livealbum     |
| Tragic idol                                                         | 20-04-2012            | 28-04-2012            | 85              | 1            |               |
| The plague within                                                   | 29-05-2015            | 06-06-2015            | 28              | 3            |               |
| Medusa                                                              | 01-09-2017            | 09-09-2017            | 70              | 1            |               |
| Obsidian                                                            | 15-05-2020            | 23-05-2020            | 31              | 1            |               |

| Album met hitnotering(en) in de Vlaamse Ultratop 200 albums | Datum van verschijnen | Datum van binnenkomst | Hoogste positie | Aantal weken | Opmerkingen |
| ----------------------------------------------------------- | --------------------- | --------------------- | --------------- | ------------ | ----------- |
| Draconian times                                             | 1995                  | 01-07-1995            | 24              | 3            |             |
| Paradise Lost                                               | 2005                  | 12-03-2005            | 92              | 2            |             |
| Faith divides us - Death unites us                          | 2009                  | 03-10-2009            | 61              | 3            |             |
| Tragic idol                                                 | 2012                  | 28-04-2012            | 62              | 8*           |             |

### Singles
| Single met eventuele hitnotering(en) in de Nederlandse Top 40 | Datum van verschijnen | Datum van binnenkomst | Hoogste positie | Aantal weken | Opmerkingen |
| ------------------------------------------------------------- | --------------------- | --------------------- | --------------- | ------------ | ----------- |
| In dub                                                        | 1990                  | -                     |                 |              |             |
| The last time                                                 | 1995                  | -                     |                 |              |             |
| Forever failure                                               | 1995                  | -                     |                 |              |             |
| True belief '97                                               | 1997                  | -                     |                 |              |             |
| Say just words                                                | 1997                  | -                     |                 |              |             |
| One second                                                    | 1998                  | -                     |                 |              |             |
| So much is lost                                               | 1999                  | -                     |                 |              |             |
| Permanent solution                                            | 1999                  | -                     |                 |              |             |
| Fader                                                         | 2001                  | -                     |                 |              |             |
| Mouth                                                         | 2001                  | -                     |                 |              |             |
| Erased                                                        | 2002                  | -                     |                 |              |             |
| Forever after                                                 | 2005                  | -                     |                 |              |             |
| The enemy                                                     | 2007                  | -                     |                 |              |             |

### Ep's
- 1992: As I die EP
- 1994: Gothic EP
- 1994: Seals the sense EP

### Demo's
- 1988: Morbid existence
- 1988: Paradise lost
- 1989: Frozen illusion
- 1990: Plains of desolation

### Videografie
- 1990: Live death (VHS)
- 1994: Harmony breaks (VHS)
- 1999: One second live (VHS)
- 2002: Evolve (dvd)
- 2007: Over the madness (dvd)
- 2008: The anatomy of melancholy (dvd)
- 2011: Draconian times MMXI (dvd)